# Stictomela besucheti
Stictomela besucheti is een keversoort uit de familie zwamkevers (Endomychidae). De wetenschappelijke naam van de soort werd in 1975 gepubliceerd door H.F. Strohecker.
Het holotype werd verzameld in Kerala (India).